# Verbandsgemeinde Ringen
Die Verbandsgemeinde Ringen war eine Gebietskörperschaft im Landkreis Ahrweiler im Regierungsbezirk Koblenz (Rheinland-Pfalz). Sie bestand von 1968 bis 1974, der Verwaltungssitz war in Ringen.

## Verbandsangehörige Gemeinden
Die Verbandsgemeinde Ringen umfasste zwölf Gemeinden (Einwohnerzahlen Stand 1974):
| Gemeinde     | Einwohner |
| ------------ | --------- |
| Bengen       | 413       |
| Birresdorf   | 369       |
| Eckendorf    | 287       |
| Gelsdorf     | 823       |
| Holzweiler   | 623       |
| Kalenborn    | 453       |
| Karweiler    | 457       |
| Lantershofen | 690       |
| Leimersdorf  | 603       |
| Nierendorf   | 418       |
| Ringen       | 948       |
| Vettelhoven  | 482       |

## Geschichte
Die Verbandsgemeinde wurde am 1. Oktober 1968 im Zuge der rheinland-pfälzischen Funktional- und Gebietsreform aus dem Amt Ringen gebildet. Da aber Verbandsgemeinden nach der gleichzeitig eingeführten Verbandsgemeindeordnung mindestens 7.500 Einwohner haben sollten, die Verbandsgemeinde Ringen aber nur 6.742 (31. Dezember 1969) erreichte, wurde – mit Ausnahme von Kalenborn – die Eingemeindung in die Stadt Bad Neuenahr-Ahrweiler von der Landesregierung geplant. Die Gemeinden begrüßten diesen Schritt im Gegensatz zur Stadt, die den Plan u. a. wegen der unterschiedlichen Strukturen der Stadt und den der Verbandsgemeinde Ringen angehörenden Gemeinden ablehnte. Nach jahrelangen Diskussionen wurde 1973 ein Gesetz verabschiedet, nach dem am 16. März 1974 alle Gemeinden – bis auf Kalenborn, das der Verbandsgemeinde Altenahr zugeordnet wurde – zur neuen verbandsfreien Gemeinde Grafschaft zusammengeschlossen wurden.